# Eupelops parvus
Eupelops parvus är en kvalsterart som först beskrevs av Mihelcic 1953.  Eupelops parvus ingår i släktet Eupelops och familjen Phenopelopidae. Inga underarter finns listade i Catalogue of Life.